# Estel
|  | Per a d'altres significats vegeu Estrella (desambiguació) i Estel (desambiguació). |

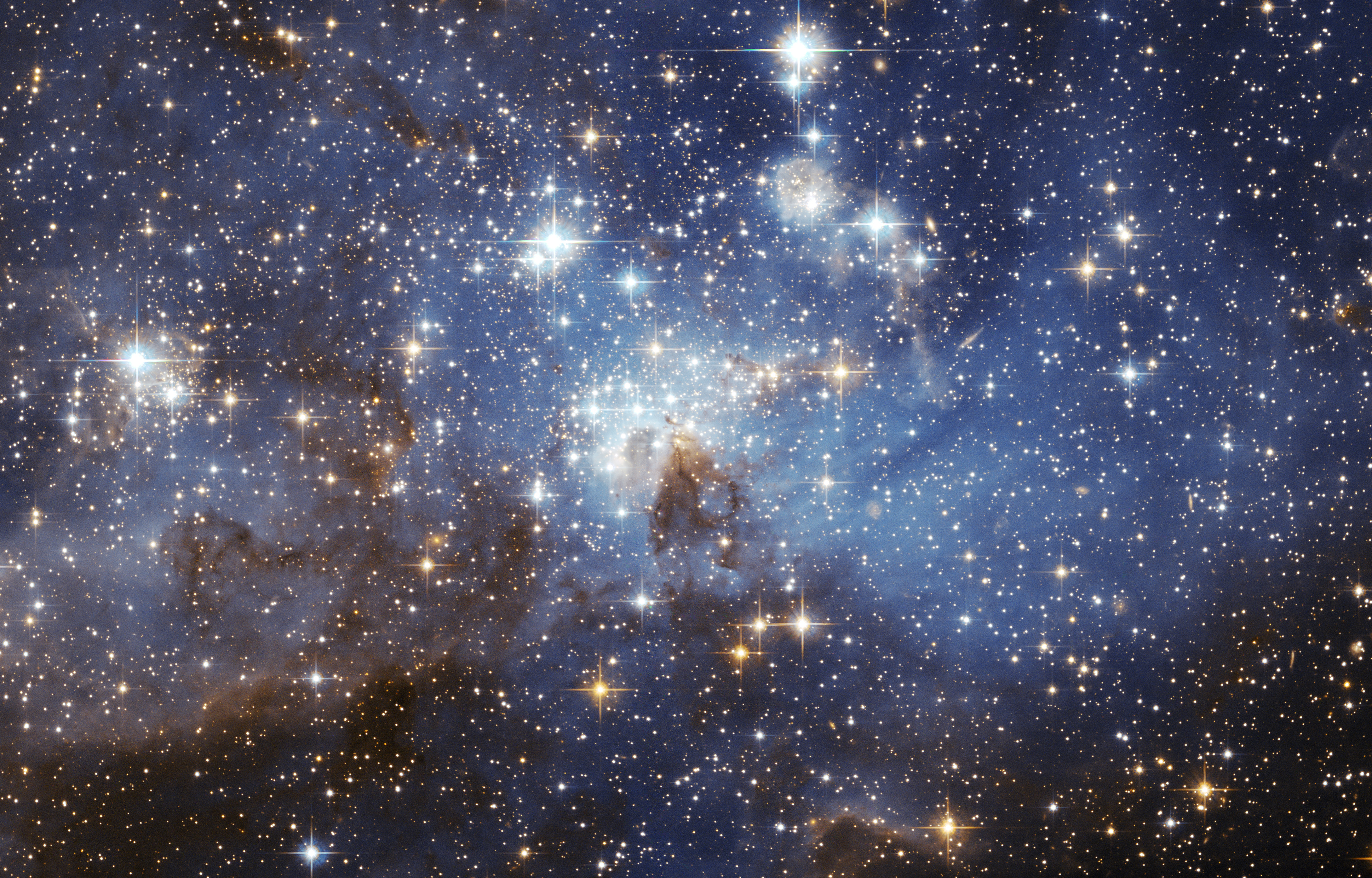
Una regió on es formen els estels en el Gran Núvol de Magalhães (Imatge de la NASA/ESA)

Un estel, estrella o estrela és un astre massiu i lluminós format per plasma, que es manté en equilibri per mor de la seva pròpia gravetat, de forma semblant a l'equilibri hidroestàtic. Durant almenys una part de la seva vida, un estel brilla a causa de la fusió termonuclear d'hidrogen en heli que té lloc al seu nucli, alliberant energia que travessa el seu interior i després és irradiada cap a l'espai exterior. Una vegada l'hidrogen del seu exterior està a punt d'exhaurir-se, gairebé tots els elements més pesats que l'heli que ocorren naturalment es creen mitjançant la nucleosíntesi estel·lar durant la vida de l'estel i, per a alguns estels, mitjançant la nucleosíntesi de les supernoves quan aquestes exploten. Cap al final de la vida d'un estel, aquesta pot contenir matèria degenerada.
Els astrònoms poden determinar-ne la massa, edat i metal·licitat (composició) observant el seu moviment a través de l'espai, la seva lluminositat i el seu espectre, respectivament. La massa total d'un estel és el determinant principal de la seva evolució i destí eventual. Les altres característiques d'un estel, incloent el diàmetre i la temperatura, canvien al llarg de la seva vida, mentre que el seu entorn influeix en la seva rotació i desplaçament. Un gràfic que enfronta la temperatura d'un estel amb la seva lluminositat, conegut com a diagrama de Hertzsprung-Russell (diagrama H-R), permet determinar l'edat i estat evolutiu d'un estel.
Els estels emeten llum de tots els colors, la barreja dels quals fa que els vegem blancs. Tanmateix, en molts estels es poden apreciar certes tonalitats cromàtiques, sobretot les vermelles, com és el cas de Betelgeuse o bé d'Antares.
El Sol és clarament groguenc. Això és perquè l'estel emet més llum groga que no pas d'altres colors.
La vida d'un estel comença amb el col·lapse gravitatori d'una nebulosa composta sobretot per hidrogen, juntament amb heli i traces d'elements més pesats. Una vegada el nucli estel·lar és prou dens, l'hidrogen comença a esdevenir heli per la fusió nuclear i allibera energia en el procés. La resta de l'interior de l'estel transporta energia des del nucli per una combinació de processos de radiació i convecció. La pressió interna de l'estel prevé que aquesta col·lapsi per si mateixa. Quan el combustible d'hidrogen s'acaba, una estel amb, com a mínim, 0,4 vegades la massa del Sol s'expandeix per convertir-se en un gegant vermell, a vegades fusionant elements més pesants al nucli o a les capes de prop del nucli. Després, l'estel evoluciona cap a una forma degenerada i recicla una part de la seva matèria en l'entorn interestel·lar, contribuint en la formació d'una nova generació d'estels amb una proporció més alta d'elements pesants. Mentrestant, el nucli es converteix en un romanent estel·lar: una nan blanc, una estel de neutrons o (si és prou massiu) un forat negre.
Els estels binaris i els sistemes de múltiples estels consisteixen en dues o més estels lligats per la gravetat i que generalment es mouen un al voltant de l'altre en òrbites estables. Quan aquests estels tenen una òrbita relativament acostada, la seva interacció gravitatòria pot tenir un impacte significatiu en la seva evolució.
Els estels també poden formar part d'una estructura molt més grossa, com ara un cúmul estel·lar o una galàxia.
L'estel més a prop de la Terra és el Sol, a l'entorn de la qual orbiten la Terra i un seguici d'objectes que conformen el sistema solar. Altres estels, la majoria de la Via Làctia, són visibles des de la Terra durant la nit, amb una aparença de punts lluminosos fixos al cel per la seva immensa distància des de la Terra. Des de l'antiguitat, els estels més prominents s'han agrupat en constel·lacions i asterismes, i els estels més brillants han rebut noms propis. Els catàlegs d'estels llisten les nomenclatures estel·lars. Al llarg de la història, els estels han estat també cabdals en la navegació astronòmica i l'orientació, així com l'epicentre de certs mites i doctrines com l'astrologia.

## Nomenclatura
Estel és el mot patrimonial en català, que figura com l'entrada principal al DIEC2 i com a entrada secundària al DNV. Estrella és un manlleu del castellà del voltant del 1800, doblet de estel. En el camp de l'astronomia, és l'entrada secundària al DIEC2 i al DNV. Estrela és una variant despalatitzada en català occidental, l'entrada principal al DNV. Estela és una variant usada en català septentrional i en català antic.

## Observació històrica

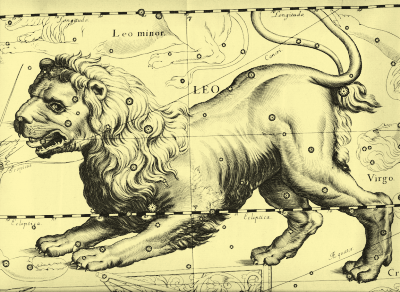
Les persones han vist patrons en els estels des de temps antics. Aquesta representació de la constel·lació de Leo, el lleó, el 1690, és de Johannes Hevelius.

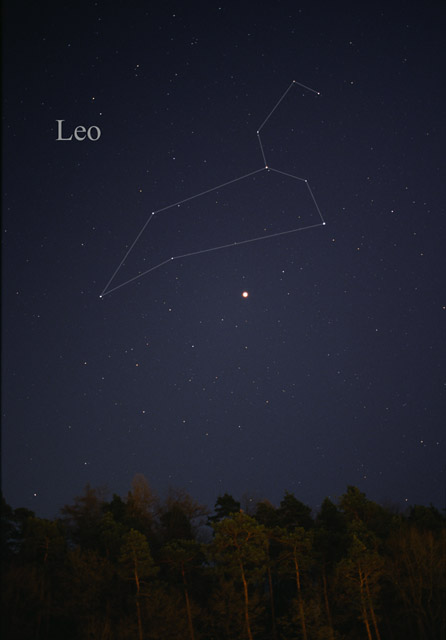
La constel·lació de Leo com es pot veure a simple vista. S'han afegit línies.

Històricament, els estels han estat importants per les civilitzacions a tot el món, han estat part de les pràctiques religioses i es van utilitzar per la navegació celeste i l'orientació. Molts astrònoms antics creien que els estels estaven fixats permanentment a una esfera celeste i eren immutables. Per convenció els astrònoms agrupaven els estels en constel·lacions i les usaven per rastrejar els moviments dels planetes i la posició inferida del Sol. El moviment del Sol contra els estels de fons (i l'horitzó) va ser utilitzat per crear calendaris, que podrien ser utilitzats per regular les pràctiques agrícoles. El calendari gregorià, utilitzat actualment gairebé a tot el món, és un calendari solar basat en l'angle de l'eix de rotació de la Terra pel que fa al seu estel local, el Sol.
La carta estel·lar més antiga amb data precisa va ser un assoliment de l'antiga astronomia egípcia el 1534 a. C. Els primers catàlegs d'estels coneguts van ser compilats pels antics astrònoms babilònics de Mesopotàmia a finals del segon mil·lenni abans de Crist, durant el període caseta (ca. 1531-1155 aC).
El primer catàleg d'estels de l'astronomia grega va ser creat per Aristòtil aproximadament el 300 AC, amb l'ajuda de Timocaris. El catàleg d'estels d'Hiparc (segle ii aC) incloïa 1.020 estels i es va utilitzar per assemblar el catàleg d'estels de Ptolemeu. Hiparc és conegut pel descobriment de la primera nova (nou estel) registrada. Moltes de les constel·lacions i noms d'estels en ús avui dia deriven de l'astronomia grega.
Malgrat l'aparent immutabilitat dels cels, els astrònoms xinesos van ser conscients que podrien aparèixer nous estels. El 185 d. C., van ser els primers a observar i escriure sobre una supernova, ara coneguda com a SN 185. L'esdeveniment estel·lar més brillant registrat de la història va ser la supernova SN 1006, que va ser observada el 1006 i descrita per l'astrònom egipci Alí ibn Ridwan i diversos astrònoms xinesos. La supernova SN 1054, que va donar origen a la Nebulosa del Cranc, també va ser observada per astrònoms xinesos i islàmics.
Els astrònoms medievals del món àrab van donar noms àrabs a molts estels que encara s'usen avui i van inventar nombrosos instruments astronòmics amb els quals poder calcular les posicions dels estels. També van construir els primers grans instituts d'investigació i observatoris, principalment amb el propòsit de produir catàlegs Zij d'estels. Entre ells, l'astrònom persa Abd Al-Rahman Al Sufi va escriure el Llibre dels Estels Fixos (964), que va observar diversos estels, conglomerats d'estels (incloses els Omicron Velorum i els cúmuls de Brocchi) i galàxies (inclosa la Galàxia d'Andròmeda). Segons A. Zahoor, al segle xi, l'erudit polímata persa Abu Rayhan Biruni va descriure la galàxia de la Via Làctia com una multitud de fragments que tenien les propietats d'estels nebuloses i el 1019 també va donar les latituds de diversos estels durant un eclipsi lunar.
Segons Josep Puig, l'astrònom andalusí Ibn Bajjah va proposar que la Via Làctia estava formada per molts estels que gairebé es tocaven entre si i semblava ser una imatge contínua a causa de l'efecte de la refracció del material sublunar, citant la seva observació de la conjunció de Júpiter i Mart en 500 AH (1106/1107 d. C.) com a evidència. 
Els primers astrònoms europeus, com Tycho Brahe, van identificar nous estels en el cel nocturn (més endavant denominades novas), suggerint que els cels no eren immutables. El 1584, Giordano Bruno va suggerir que els estels eren com el Sol i podrien tenir altres planetes, possiblement semblants a la Terra, en òrbita al voltant seu, una idea que ja havia estat suggerida anteriorment pels antics filòsofs grecs, Demòcrit i Epicuri, i pels astrònoms del món àrab medievals com Fakhr al-Din al-Razi. Al segle següent la idea que els estels eren iguals al Sol estava arribant a un consens entre els astrònoms. Per explicar per què aquests estels no exercia cap força gravitatòria neta sobre el sistema solar, Isaac Newton va suggerir que els estels estaven igualment distribuïdes en totes les direccions, una idea impulsada pel teòleg Richard Bentley.
El 1667 l'astrònom italià Geminiano Montanari va registrar variacions observades en la lluminositat de l'estel Algol. Edmond Halley va publicar els primers mesuraments del moviment propi d'un parell d'estels «fixos» propers, demostrant que aquestes havien canviat les seves posicions des del temps dels antics astrònoms grec Ptolemeu i Hiparc.
William Herschel va ser el primer astrònom que va intentar determinar la distribució dels estels en el cel. Durant la dècada de 1780 va establir una sèrie d'indicadors en 600 adreces i va explicar els estels observats al llarg de cada línia de visió. D'això va deduir que el nombre d'estels s'elevava constantment cap a un costat del cel, en direcció al nucli de la Via Làctia. El seu fill John Herschel va repetir aquest estudi en l'hemisferi sud i va trobar un augment corresponent en la mateixa direcció. A més dels seus altres assoliments, William Herschel també destaca pel seu descobriment que alguns estels no es troben simplement al llarg de la mateixa línia de visió, 
La ciència de la espectroscòpia astronòmica va ser iniciada per Joseph von Fraunhofer i Angelo Secchi. Comparant els espectres d'estels com a Sírius amb el Sol, van trobar diferències en la força i el nombre de les seves línies d'absorció —les línies fosques en un espectre estel·lar causades per l'absorció de l'atmosfera de freqüències específiques. El 1865 Secchi va començar a classificar els estels per tipus espectrals. No obstant això, la versió moderna de l'esquema de classificació estel·lar va ser desenvolupat per Annie J. Cannon durant la dècada de 1900.

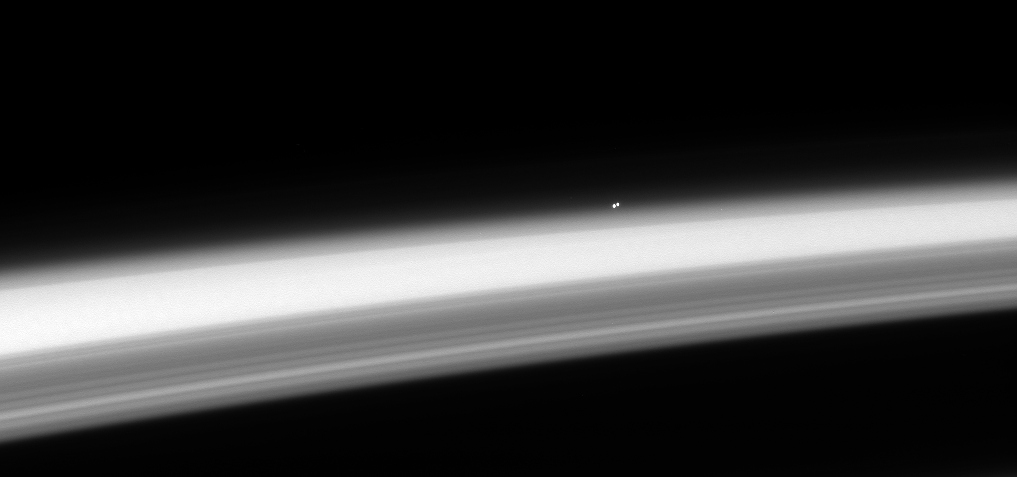
Alfa Centauri A i B sobre l'extremitat de Saturn

El primer mesurament directe de la distància a un estel (61 Cygni a 11,4 anys llum) va ser dut a terme el 1838 per Friedrich Bessel usant la tècnica de paral·laxi. Els mesuraments de paral·laxi van demostrar la gran separació dels estels en els cels. L'observació dels estels dobles va guanyar importància creixent durant el segle xix. En 1834 Friedrich Bessel va observar canvis en el moviment propi de l'estel Sírius i va inferir un company ocult. En 1899, Edward Pickering va descobrir la primera binària espectroscòpica quan va observar la divisió periòdica de les línies espectrals de l'estel Mizar en un període de 104 dies. Les observacions detallades de molts sistemes estel·lars binaris van ser recollides per astrònoms com Friedrich Georg, Wilhelm von Struve i S. W. Burnham, la qual cosa va permetre que les masses dels estels es determinessin a partir de la computació dels elements orbitals. El 1827 Felix Savary va donar la primera solució al problema de derivar una òrbita d'estels binaris a partir d'observacions telescòpiques.
El segle xx va veure avanços cada vegada més ràpids en l'estudi científic dels estels. La fotografia es va convertir en una valuosa eina astronòmica. Karl Schwarzschild va descobrir que el color d'un estel i, per tant, la seva temperatura, podia determinar-se comparant la magnitud visual amb la magnitud fotogràfica. El desenvolupament del fotòmetre fotoelèctric va permetre mesuraments precisos de la magnitud en múltiples intervals de longitud d'ona. El 1921 Albert A. Michelson va fer els primers mesuraments d'un diàmetre estel·lar utilitzant un interferòmetre en el telescopi Hooker de l'Observatori de Mont Wilson.
Durant les primeres dècades del segle xx es van produir importants treballs teòrics sobre l'estructura física dels estels. En 1913, es va desenvolupar el diagrama Hertzsprung-Russell, que va impulsar l'estudi astrofísic dels estels. Es van desenvolupar models reeixits per explicar els interiors dels estels i l'evolució estel·lar. El 1925 Cecilia Payne-Gaposchkin va proposar per primera vegada en la seva tesi doctoral que els estels estan fets principalment d'hidrogen i heli. Els espectres dels estels van ser entesos més a fons a través dels avanços en la física quàntica. Això va permetre determinar la composició química de l'atmosfera estel·lar.
Amb l'excepció de les supernoves, els estels individuals han estat observades principalment en el Grup Local, i especialment en la part visible de la Via Làctia (com ho demostren els detallats catàlegs d'estels disponibles per a la nostra galàxia). Però s'han observat alguns estels en la galàxia M100 del cúmul de la Verge, a uns 100 milions d'anys llum de la Terra. En el Supercúmul Local és possible de veure-hi cúmuls d'estels, i els telescopis actuals podrien, en principi, observar estels individuals febles en el Grup Local (vegeu Cefeides). No obstant això, fora del Supercúmul local de galàxies, no s'han observat ni estels ni cúmuls d'estels. L'única excepció és una feble imatge d'un gran cúmul estel·lar que conté centenars de milers d'estels situats a una distància d'un bilió d'anys llum, deu vegades més lluny del grup d'estels més distant observat anteriorment.

## Estructura estel·lar
Un estel típic es divideix en nucli, mantell i atmosfera. En el nucli és on es produeixen les reaccions nuclears que en generen l'energia. El mantell transporta aquesta energia cap a la superfície i segons com la transporta, per convecció o per radiació, es dividirà en dues zones: radiant i convectiva. Finalment, l'atmosfera és la part més superficial dels estels i l'única que és visible. Es divideix en cromosfera, fotosfera i corona solar. L'atmosfera estel·lar és la zona més freda dels estels i s'hi produïxen els fenòmens d'ejecció de matèria. Tanmateix, la corona suposa una excepció al que s'ha dit, ja que la temperatura torna a augmentar fins a ultrapassar el milió de graus. Però és una temperatura enganyosa. En realitat, aquesta capa és molt poc densa i és formada per partícules ionitzades altament accelerades pel camp magnètic de l'estel. Llurs grans velocitats confereixen a aquestes partícules altes temperatures.
Al llarg del seu cicle, els estels experimenten canvis en la grandària de les capes i fins i tot en l'ordre en què es disposen. En algunes, la zona radiant se situa abans que la convectiva i en d'altres a l'inrevés, depenent tant de la massa com de la fase de fusió en què es trobi. De la mateixa manera, el nucli també pot modificar les seves característiques i la seva grandària al llarg de l'evolució de l'estel.

## Temperatura
Els astrònoms calculen la temperatura dels estels segons la color que tenen. Els blaus són més calents que els grocs, i els grocs són més calents que els roigs. Després de molts estudis, entre els quals cal destacar els de la nord-americana Annie J. Cannon, del Harvard Observatory de Boston, s'ha establert la següent classificació dels estels segons el seu espectre:
- Color blau, que vol dir, si fa o no fa, 30.000 °C, com I Cephei
- Color blanc blau, que vol dir, si fa o no fa, 20.000 °C, com Spica
- Color blanc, que vol dir, si fa o no fa, 10.000 °C, com Vega
- Color blanc groc, que vol dir, si fa o no fa, 7.000 °C com Proció
- Color groc, que vol dir, si fa o no fa, 5.500 °C com el nostre estel, el Sol
- Color carabassa, que vol dir, si fa o no fa, 4.000 °C com Arcturus
- Color roig, que vol dir, si fa o no fa, 3.000 °C com Betelgeuse

La temperatura de superfície d'un estel, és a dir, la de la superfície que emet la llum que nosaltres veiem, és molt menor (ex.: 6.000 K en el Sol) que la del nucli de l'estel, on pot arribar a diverses desenes de milions de graus.
Pel que fa a la grandària, un estel pot arribar a ser tan petit com la Terra. Aleshores s'anomena nan blanc. Quan es fa encara més petit i ja no emet llum, ja no és apropiat d'anomenar-lo estel: llavors és un púlsar, que és la resta d'una estel (malgrat que és corrent d'anomenar-los estels de neutrons). El Sol és una estel mitjà.

## Cicle estel·lar
Els estels, però, no són eterns, també tenen la seva vida i la seva extinció. L'evolució d'un estel sol ser la següent:
1. Es forma l'estel a partir d'un núvol de gas i pols.
2. Es fa gegant. Es produeixen reaccions nuclears. Masses de gas i pols es condensen al seu entorn (protoplanetes).
3. En la seva seqüència principal tenim l'estel amb planetes. L'estel continua estable mentre es consumeix la seva matèria.
4. Des de la Terra, continuem observant l'estel durant un temps, encara que aquest hagi desaparegut.
5. L'estel comença a dilatar-se i refredar-se.
6. Creix, engolint els planetes, fins a convertir-se en un gegant vermell.
7. Es torna inestable i comença a dilatar-se i encongir-se alternativament, fins que esclata.
8. Es transforma en una nova. Llença materials cap a l'exterior.
9. El que resta, es contreu considerablement.
10. Esdevé un nan groc. Es fa molt petita i densa, i brilla amb llum blanca o blava, fins que s'apaga.
11. Al final esdevé un nan negre.

## L'estel prototípic

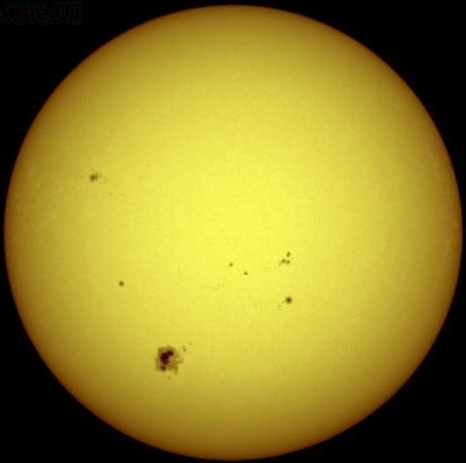
El Sol

El Sol és pres com l'estel prototípic, no perquè sigui especial en cap sentit, sinó perquè és el més a prop a la Terra i, per tant, el més estudiat. La majoria de les característiques dels estels se solen mesurar en unitats solars. Les magnituds solars són usades en astrofísica estel·lar com a patrons.
La massa del Sol és: 
Msol = 1,9891 × 10³⁰ kg
i les masses dels altres estels es mesuren en masses solars abreujades com a Msol.

## Classificació
| Classe | Temperatura     | Estel d'exemple  |
| ------ | --------------- | ---------------- |
| O      | 33.000 K o més  | Zeta Ophiuchi    |
| B      | 10.500-30.000 K | Rigel            |
| A      | 7.500-10.000 K  | Altair           |
| F      | 6.000-7.200 K   | Proció A         |
| G      | 5.500-6.000 K   | Sol              |
| K      | 4.000-5.250 K   | Epsilon Indi     |
| M      | 2.600-3.850 K   | Proxima Centauri |

La primera classificació estel·lar va ser formulada per Hiparc de Nicea i preservada en la cultura occidental per Ptolemeu en el seu Almagest. Aquest sistema classificava els estels segons la intensitat de la seva lluentor aparent vista de la Terra estant. Hiparc va definir una escala decreixent de magnituds, en què els estels més brillants són de primera magnitud i les menys brillants, gairebé invisibles a ull nu, són de sisena magnitud. Encara que ja no s'empra, va constituir la base per a la classificació actual.
La classificació moderna es fa segons tipus espectral. Existeixen dues menes de classificació, basades en dos catàlegs diferents: el Henry Draper Catalogue (HD), compilat a la Universitat Harvard a principis del segle xx, el qual determina el que es denomina tipus espectral, i el catàleg de l'Observatori Yerkes, compilat el 1943, que determina el que es denomina classe de lluminositat; aquesta és la classificació espectral de Yerkes, també anomenada sistema MKK. Ambdós sistemes de classificació són complementaris.
Aproximadament un 10% de tots els estels són nans blancs, un 70 % són estels de tipus M, un 10% són estels de tipus K i un 4 % són estels de tipus G com el Sol. Tan sols un 1 % dels estels són de més massa i de tipus A i F. Els estels de Wolf-Rayet són extremadament rares. Els nans marrons, projectes d'estels que van restar a mig fer a causa de la seva petita massa, podrien ser molt abundants, però la seva feble lluminositat impedeix de poder-ne fer un cens apropiat.

## Formació i evolució
Els estels es formen a les regions més denses dels núvols moleculars a conseqüència de les inestabilitats gravitatòries causades, principalment, per supernoves o col·lisions galàctiques. El procés s'accelera una vegada que aquests núvols d'hidrogen molecular (H₂) comencen a caure sobre si mateixos, alimentats per la cada vegada més intensa atracció gravitatòria. La seva densitat augmenta progressivament, i és més ràpid el procés en el centre que a la perifèria. No triga gaire a formar-se un nucli en contracció molt calent anomenat «protoestel». El col·lapse en aquest nucli és, finalment, detingut quan comencen les reaccions nuclears que eleven la pressió i temperatura de la protoestel. Una vegada estabilitzada la fusió de l'hidrogen, es considera que l'estel és en l'anomenada seqüència principal, fase que ocupa aproximadament un 90 % de la seva vida. Quan s'esgota l'hidrogen del nucli de l'estel, la seva evolució dependrà de la massa (detalls en evolució d'un estel) i pot convertir-se en un nan blanc o explotar com a supernova, deixant també un romanent estel·lar que pot ser un estel de neutrons o un forat negre. Així doncs, la vida d'una estel es caracteritza per llargues fases d'estabilitat regides per l'escala de temps nuclear, separades per breus etapes de transició dominades per l'escala de temps dinàmic.
Molts estels, com el Sol, tenen aproximadament simetria esfèrica perquè tenen velocitats de rotació baixes. Altres estels, però, giren a gran velocitat i el seu radi equatorial és significativament més gros que el seu radi polar. Una velocitat de rotació alta també genera diferències de temperatura superficial entre l'equador i els pols. Com a exemple, la velocitat de rotació a l'equador de Vega és de 275 km/s, cosa que fa que els pols estiguin a una temperatura de 10.150 K i l'equador a una temperatura de 7.900 K.
La majoria dels estels perden massa a una celeritat molt baixa. En el sistema solar, uns 2*1016 kg de matèria estel·lar són expulsats pel vent solar cada any. Tanmateix, en les darreres fases de les seves vides, els estels perden massa de manera molt més intensa i poden acabar en una massa final molt inferior a l'original. Per als estels més massius aquest efecte és important de bon començament. Així, un estel amb 120 masses solars inicials i metal·licitat igual a la del Sol arribarà a expulsar en forma de vent solar més del 90% de la seva massa i acabarà la seva vida amb menys de 10 masses solars. Finalment, en morir l'estel, es produeix en la majoria dels casos una nebulosa planetària, una supernova o una hipernova, uns processos que expulsen encara més matèria a l'espai interestel·lar. La matèria expulsada conté elements pesants produïts en l'estel que més tard formaran nous estels i planetes, i augmenta així la metal·licitat de l'univers.

## Distribució

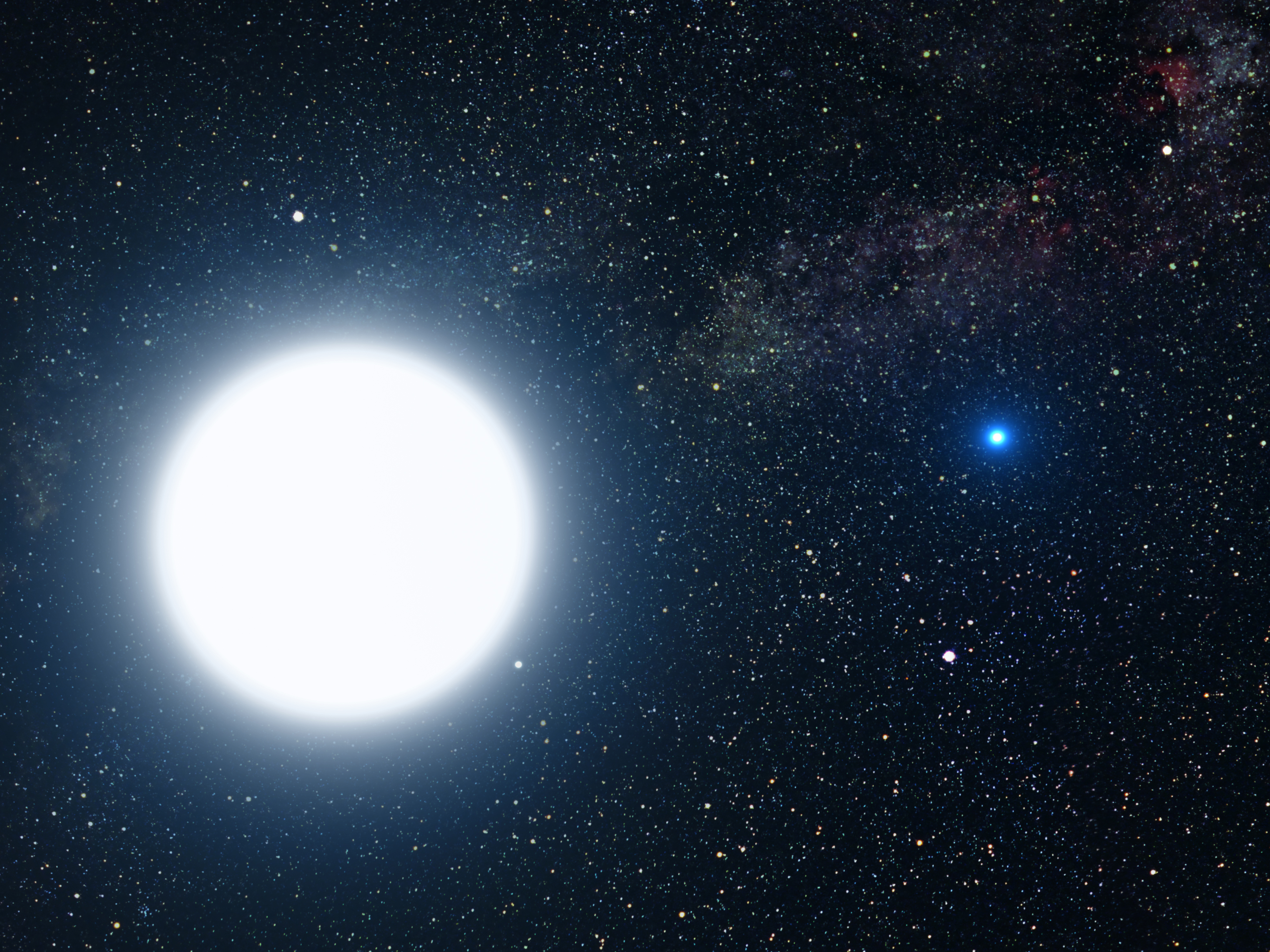
Una estrella nana blanca en òrbita al voltant de Sírius (representació artística). Imatge de la NASA

A més dels estels solitaris, hi ha sistemes multiestel·lars consistents en dues o més estels lligats gravitacionalment que orbiten entre si. El sistema multiestel·lar més comú és el d'estrella binària, però també es troben sistemes de 3 o més estels. Per raons d'estabilitat, aquesta mena de sistemes multiestel·lars estan sovint organitzats en grups jeràrquics d'estels binaris coorbitant. També existeixen grups més grans anomenats cúmuls d'estels que van des de dèbils associacions estel·lars amb només unes poques estels, fins a enormes cúmuls globulars amb centenars de milers d'estels.
És un supòsit molt acceptat que la majoria d'estels tenen un enllaç gravitatori amb altres estels d'un sistema múltiple. Això és particularment cert per a estels massius de tipus O o B, en què el 80% dels sistemes es creu que són múltiples. Tanmateix, la porció d'estels senzilles augmenta per als estels més petits, de manera que només el 25% dels nans vermells té companys estel·lars. Com que el 85% dels estels de la Via Làctia són nans roigs es calcula que la majoria dels estels que té són solitaris.
Els estels no es troben uniformement en l'univers, sinó que es troben agrupades en galàxies, juntament amb el gas i la pols interestel·lars. Una galàxia típica conté centenars de milers de milions d'estels, i n'hi ha més de cent mil milions (1011) en l'univers observable. Encara que sovint es creu que els estels només existeixen en les galàxies, s'han descobert estels intergalàctics. Els astrònoms han estimat que hi ha com a mínim setanta mil trilions (7×1022) d'estels en l'univers observable.
No existeix un mètode únic per a mesurar la distància entre planetes i estels en el cosmos; la tria d'un mètode o d'altre depèn de la distància a l'element en qüestió. El mètode de la paral·laxi trigonomètrica és el més habitual per a mesurar els estels no gaire llunyanes. L'estel més a prop de la Terra, a banda del Sol, és Proxima Centauri, que és a 39,9 bilions (1012) de quilòmetres, o a 4,2 anys llum de distància. La llum de Proxima Centauri ha de menester 4,2 anys per a arribar a la Terra. Viatjant a la velocitat del transbordador espacial (quasi 30.000 quilòmetres per hora), es trigaria 150.000 anys a arribar-hi. Distàncies com aquesta són típiques dintre dels discs galàctics, també en el veïnatge del sistema solar. Els estels poden ser més a prop entre si en els centres de les galàxies i en els cúmuls globulars, o més separades en els halos galàctics.
Per les relativament vastes distàncies entre els estels a fora del nucli galàctic, les col·lisions entre estels es creu que són rares. En regions denses com en els nuclis dels cúmuls globulars o el centre galàctic, les col·lisions poden ser més comunes. Aquestes col·lisions poden produir el que es coneix com a blaves endarrerides. Aquests estels anormals tenen unes temperatures de superfície com els altres estels de la seqüència principal amb la mateixa lluminositat en el cúmul.

## Generació de l'energia
A principis del segle xx, la ciència es demanava quina era la font de la increïble energia que alimentava els estels. Cap de les solucions conegudes a l'època resultava viable. Cap reacció química arribava al rendiment necessari per a mantenir la lluminositat que desprèn el Sol. Així mateix, la contracció gravitatòria, si bé resultava una font energètica més, no podia explicar l'aportació de calor al llarg de milers de milions d'anys. Sir Arthur Eddington va ser el primer a suggerir en la dècada de 1920 que tanta energia procedia de reaccions nuclears. Existeixen dues menes de reaccions nuclears, les de fissió i les de fusió. Les reaccions de fissió no poden mantenir la lluminositat d'un estel a causa del seu relativament baix rendiment energètic i, sobretot, al fet que requereixen elements més pesants que el ferro, els quals són poc abundants a l'univers. El primer mecanisme detallat de reaccions nuclears de fusió capaces de mantenir l'estructura interna d'un estel va ser descobert per Hans Bethe el 1938; és vàlid per a estels de massa intermèdia o elevada i porta el nom del seu descobridor (cicle de Bethe o cicle CNO).
Tanmateix, va resultar que les temperatures que s'assoleixen en els nuclis dels estels són massa baixes com per a fusionar els ions. El que passa és que l'efecte túnel permet que dues partícules amb energia insuficient per a traspassar la barrera de potencial que les separa tinguin una probabilitat de saltar aquesta barrera i poder-se unir. En haver-hi tantes col·lisions, estadísticament es donen suficients reaccions de fusió perquè se sostingui l'estel, però no tantes reaccions com per fer-la esclatar. Existeix un punt òptim d'energia per al qual es donen la majoria de les reaccions que resulta de l'encreuament de la probabilitat que dues partícules tinguin una energia determinada E a una temperatura T i de la probabilitat que aquestes partícules saltin la barrera per efecte túnel. És l'anomenat pic de Gamow.
En dels nuclis dels estels s'esdevenen una gran varietat de reaccions diferents de fusió, les quals depenen de la massa i la composició.
Normalment, els estels comencen la combustió nuclear amb un 75 % d'hidrogen i un 25 % d'heli, aproximadament, i amb petites traces d'altres elements. En el nucli del Sol, amb uns 107 K, l'hidrogen es fusiona per a formar heli per mitjà de la cadena protó-protó:
4¹H → 2²H + 2e+ + 2νe (4.0 MeV + 1.0 MeV)
2¹H + 2²H → 2³He + 2γ (5.5 MeV)
2³He → 4He + 2¹H (12.9 MeV)
Aquestes reaccions queden reduïdes en la reacció global:
4¹H → 4He + 2e+ + 2γ + 2νe (26.7 MeV)
En estels més massius, l'heli es produeix en un cicle de reaccions catalitzades pel carboni: és el cicle CNO o cicle de Bethe. Això és representat exemplarment en el cas d'un estel amb 18 masses solars:
| Material combustible (o Fe) | Temperatura en milions de kèlvins | Densitat (kg/cm³) | Duració de la combustió |
| --------------------------- | --------------------------------- | ----------------- | ----------------------- |
| H                           | 40                                | 0,006             | 10 milions a.           |
| He                          | 190                               | 1,1               | 1 milió a.              |
| C                           | 740                               | 240               | 12.000 anys             |
| Ne                          | 1.600                             | 7.400             | 12 anys                 |
| O                           | 2.100                             | 16.000            | 4 anys                  |
| S/Si                        | 3.400                             | 50.000            | 1 setmana               |
| Fe-escorça                  | 10.000                            | 10.000.000        | -                       |

En els estels, els nuclis es troben a 108 K i les masses van des de les 0,5 fins a les 10 masses solars; l'heli resultant de les primeres reaccions pot transformar-se en carboni amb el procés triple alfa:
4He + 4He + 92 keV → 8*Be
4He + 8*Be + 67 keV → 12*C
12*C → 12C + γ + 7.4 MeV
La reacció global és:
34He → 12C + γ + 7.2 MeV

## Estels variables

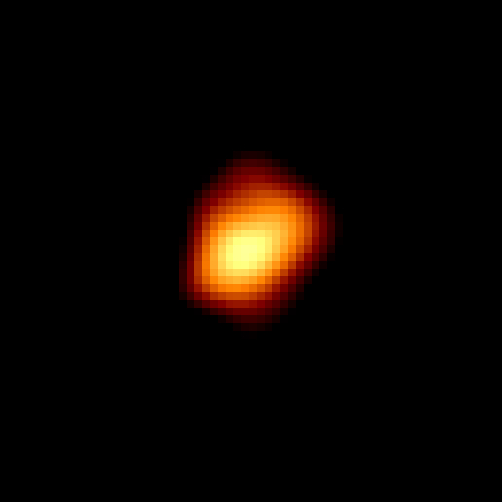
L'aparença asimètrica de la variable Mira, un estel variable oscil·lant. Imatge del telescopi espacial Hubble de la NASA

Els estels variables tenen canvis periòdics o aleatoris en la seva lluminositat per les seves propietats intrínseques. En els estels intrínsecament variables, els tipus primaris poden ser subdividits en tres grups principals.
Durant la seva evolució, alguns estels passen per algunes fases en què poden esdevenir variables polsants. Els variables polsants canvien el seu radi i la lluminositat al llarg del temps, expandint-se i contraent-se amb períodes que van de minuts a anys, depenent de la mida de l'estel. Aquesta categoria inclou Cefeida i semblants, i variables de llarg període com Mira.
Les variables eruptives són estels que experimenten augments sobtats de lluminositat per grans ejeccions de massa estel·lar. Aquest grup inclou els protoestels, els estels Wolf-Rayet, i les estels fulgurants, així com estels gegants i supergegants.
Les variables cataclísmiques o explosives pateixen un canvi dramàtic en les seves propietats. Aquest grup inclou noves i supernoves. Un sistema binari que inclogui una companya blanca pot produir certs tipus d'aquestes explosions estel·lars espectaculars, incloent-hi les noves i les supernoves de tipus 1a. L'eclosió és creada quan el nan blanc excreta hidrogen de la companya estel·lar, i adquireix massa fins que l'hidrogen se sotmet a la fusió. Algunes noves també poden tenir esclats periòdics d'amplitud moderada.
Els estels també poden variar en lluminositat per factors extrínsecs, com binàries eclipsant-se mútuament. Un exemple destacable de binàries eclipsant-se és Algol, que regularment varia en magnitud de 2,3 a 3,5 en un període de 2,87 dies.

## Mites i creences
Tal com ha succeït amb certes constel·lacions i amb el mateix Sol, els estels en general tenen la seva pròpia mitologia. En estadis precientífics de la civilització, s'han vist com a entitats vivents (animisme), dotades de força sobrenatural o bé com a dees. Igualment s'ha identificat els estels amb les ànimes dels morts o esperits. Un costum popular afirma que en veure un estel fugaç es pot demanar un desig i serà acomplert.
La trajectòria dels estels i la seva configuració en l'espai encara avui formen part d'alguns constructes culturals lligats al pensament màgic, com l'astrologia, que proposa d'endevinar el futur basant-se en la posició relativa dels planetes, la Lluna i el Sol, respecte als estels, vistos de la Terra estant.